# 栃木県道348号上河内スマートインター線

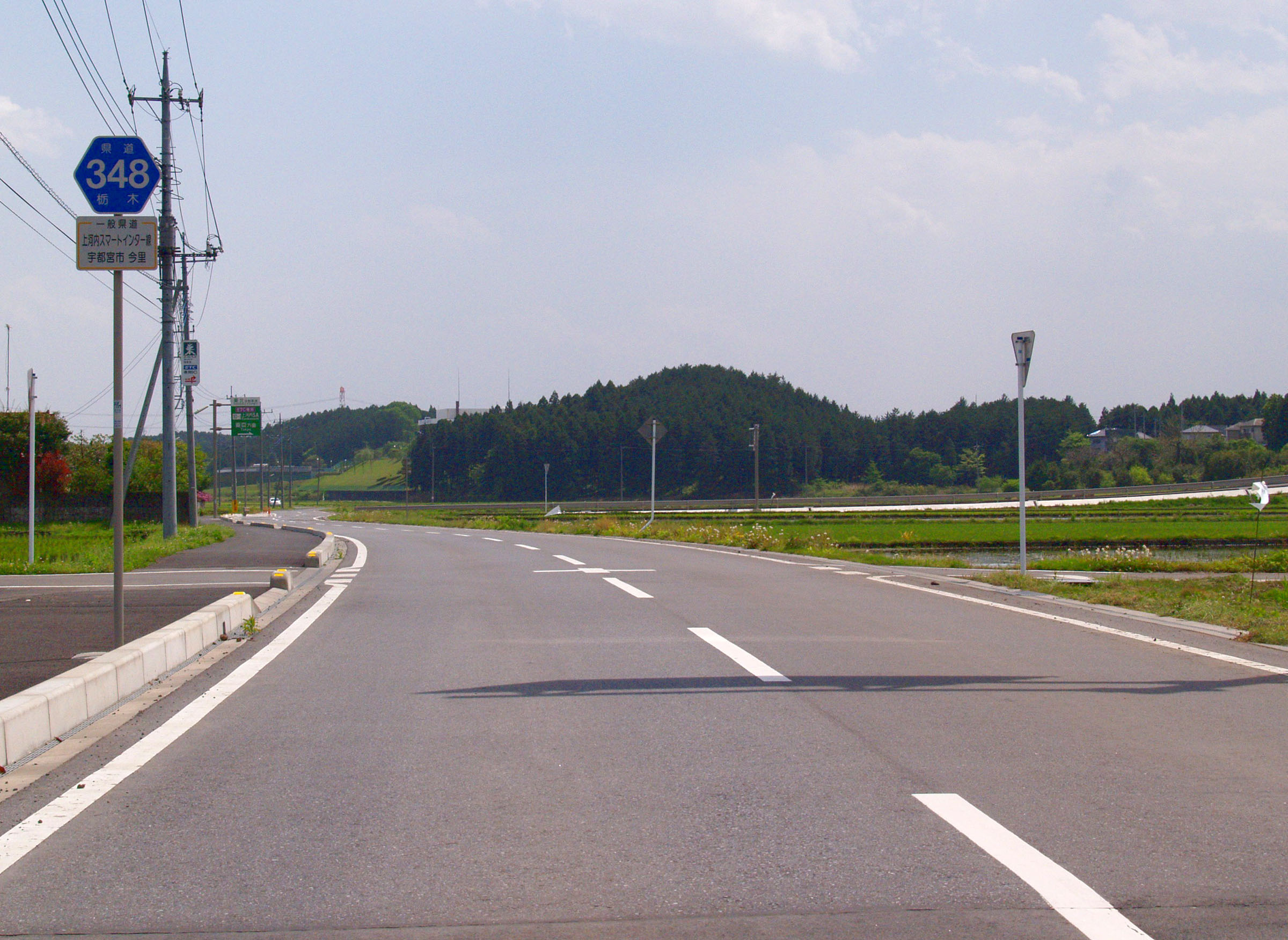
栃木県道348号上河内スマートインター線（2011年5月）

栃木県道348号上河内スマートインター線（とちぎけんどう348ごう かみかわちスマートインターせん）は、栃木県宇都宮市に位置する一般県道である。

## 概要
従前から東北自動車道上河内サービスエリア（SIC併設）を中間に挟み、栃木県道63号藤原宇都宮線と栃木県道159号小林逆面線間を東西に結ぶ道路として存在していた市道のうち、一部区間（栃木県道63号藤原宇都宮線から下りSICアクセス道路交点まで）を県道としたものであり、2010年（平成22年）3月に供用開始された。そのため、指定にあたっては大がかりな道路工事はされていない。なお、下りSAアクセス道路への丁字路と上りSA出入口道路への丁字路との間には、羽黒山への分岐路がある。
本路線が接続する上河内サービスエリアのうち、下り線のアクセスには上り線と共用の狭隘なSAの業務用出入口道路しかなく行き違いが困難であり、福島方面入口の設置によるフルインター化に際して弊害となっていた。その関係から、2008年（平成20年）度より栃木県と宇都宮市が下り線SICおよび隣接する下り線SA業務用出入口道路に達するアクセス道路の整備を行い、2010年（平成22年）12月18日にアクセス道路と接した新しい下り線SIC出入口が開設され、一般車の通行が可能となった。
一方、上り線SAについては本道と交差する従来の業務用出入口道路に待避車線を設置など、拡幅したことで対処している。

## 路線データ
- 総延長：0.59km
- 起点：栃木県宇都宮市今里町（栃木県道63号藤原宇都宮線交点）
- 終点：栃木県宇都宮市今里町（東北自動車道上河内スマートインターチェンジアクセス道路交点）

## 歴史
- 2010年（平成22年）3月 - 供用開始